# Расстрел демонстрации в Пекине (1926)

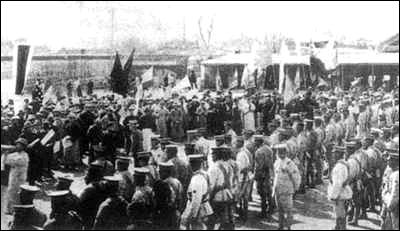
Разгон манифестантов силами полиции Дуань Цижуя

Бойня 18 марта 1926 года — массовое убийство участников антимилитаристской и антиимпериалистической демонстрации, проходившей в Пекине. Китайский писатель Лу Синь назвал 18 марта 1926 года «мрачнейшим днем в истории Китайской республики».

## Предыстория

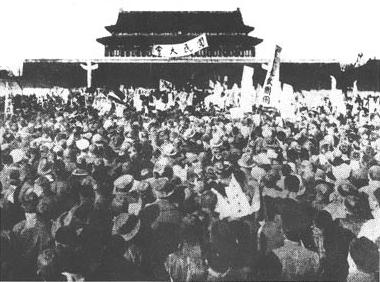
Манифестация 18 марта на площади Тяньаньмэнь

12 марта 1926 года японский военный корабль обстрелял крепости Дагу и убил несколько охранявших их солдат Гоминьцзюня. Китайские войска открыли ответный огонь и вынудили корабль покинуть бухту. Япония восприняла этот шаг как нарушение Заключительного протокола, подписанного в 1900 году после Боксёрского восстания. Четыре дня спустя послы восьми стран-подписантов протокола выдвинули бэйянскому правительству Дуань Цижуя ультиматум с требованием разрушить все защитные сооружения крепостей Дагу.

## Ход событий
18 марта напротив ворот Тяньаньмэнь была организована демонстрация. Лидер протестующих — марксист Ли Дачжао — эмоционально потребовал расторжения всех неравных договоров, подписанных Китаем с иностранными державами, а также выдворения подписавших ультиматум послов. Расквартированные в Гуанчжоу войска Гоминьцзюня были настроены дать отпор возможной интервенции, однако правительство не хотело идти на международную конфронтацию.
Последовавший после митинга марш закончился на площади напротив дома правительства. Глава правительства Дуань Цижуй, опасавшийся выхода ситуации из под контроля, отдал полиции и армии приказ разогнать протестующих. Столкновение привело к кровопролитию: 47 митингующих погибли, более 200 были ранены. Среди погибших была Лю Хэчжэнь, студентка Пекинского женского педагогического училища. Ли Дачжао был ранен.

## Последствия

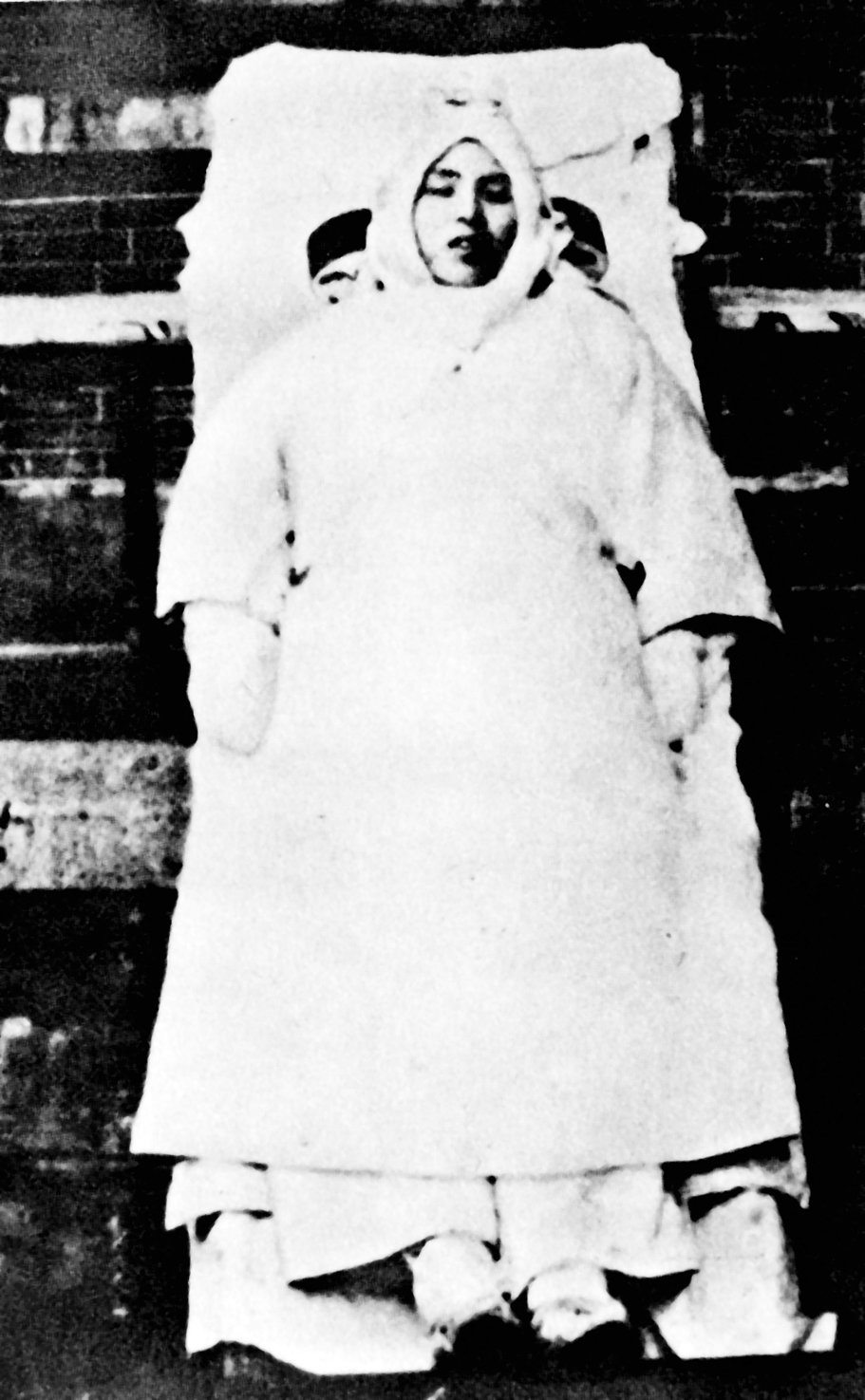
Труп Лю Хэчжэнь

По сообщениям тех лет, Дуань Цижуй лично вышел на площадь и встал на колени перед телами погибших. Позже он стал вегетарианцем.
Организаторы демонстрации, как коммунисты, так и националисты, подверглись преследованиям. Лидер милитаристов Чжан Цзолинь приказал обыскать пекинские учебные заведения на предмет наличия изданий, связанных с Гоминьданом и КПК.
Под давлением общественности правительство Дуаня Цижуя было вынуждено созвать внеочередное заседание парламента. Была принята резолюция, призывающая наказать ответственных за кровопролитие. В апреле 1926 года правительство Дуаня было смещено Гоминьцзюнем.
В память о событиях было открыто много мемориалов, в том числе в университете Цинхуа.